# Johan Cornelius Krieger (Admiral, 1756)

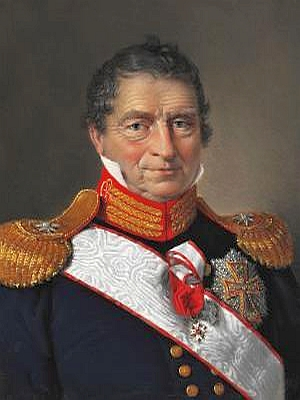
Konteradmiral Johan Cornelius Krieger gilt als Vater der dänischen Küstenverteidigung

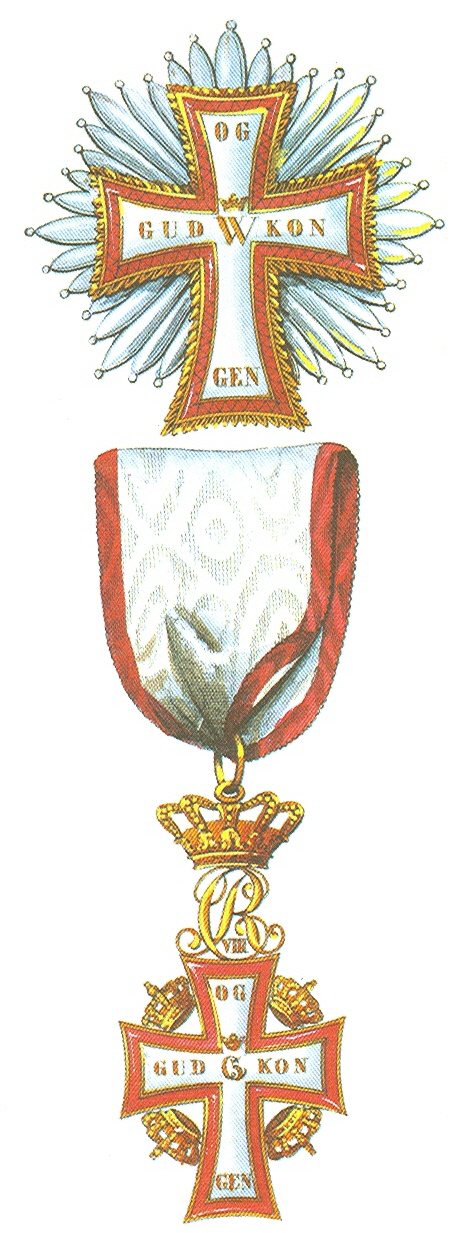
Krieger zählte 1808 zu den ersten Trägern des (neuen) Dannebrogordens, 1815 erhielt er das Großkreuz

Johan Cornelius Krieger (* 7. Juli 1756 in Kopenhagen, Dänemark-Norwegen; † 9. Juli 1824 in Kopenhagen) war ein dänischer Seeoffizier. Er gilt als der Vater der modernen dänischen Küstenverteidigung.

## Leben
Johan war der Sohn des dänischen Vizeadmirals Johan Cornelius Krieger († 1797) und der Sophia Magdalene Arff sowie der Enkel des Architekten Johan Cornelius Krieger († 1755). Schon 1763 trat auch er in die dänische Marine ein. Als Kadett nahm er 1767 an einer Mission nach Marokko und 1770/71 an der Operation des Konteradmirals Frederik Christian Kaas gegen die Barbaresken-Piraten von Algier teil, woraufhin er 1771 schließlich zum Unterleutnant ernannt wurde. 1776 wurde er Leutnant.
Während des Amerikanischen Unabhängigkeitskrieges, in welchem Frankreich und die USA gegen Großbritannien kämpften, Dänemark aber neutral blieb, wurde Krieger 1778 zusammen mit sieben weiteren Offizieren freigestellt, um in der französischen Marine dienen zu können. Bis 1781 kämpfte Krieger unter den französischen Admiralen d’Estaing, de Grasse und de Guichen erfolgreich gegen die britischen Admirale Graves, Hood und Rodney, wurde mehrfach verwundet, mit dem Ordre pour le mérite militaire ausgezeichnet und 1781 zum Kapitänleutnant befördert.
Von 1781 bis 1783 fuhr Krieger mit Handelsschiffen nach Dänisch-Westindien, seit 1784 war er den gegen Schweden mobilisierten Verbänden in der Ostsee zugeteilt, ehe er 1788 sein erstes eigenes Kommando über ein kleines Schiff erhielt. Während des Russisch-Schwedischen Krieges wurde Krieger zunächst als Verbindungsoffizier auf russischen Kriegsschiffen und Berater der russischen Admiralität abgestellt, 1789 dann wurde er zum Kapitän befördert und erhielt das Kommando über eine dänische Fregatte.
Ab 1796 kommandierte Krieger die Fregatte Najaden, mit der er 1797 gegen die Barbaresken-Piraten von Tripolis kämpfte, 1800 Tunis zur Herausgabe dänischer Schiffe zwang und nach Ausbruch erneuter Spannungen mit Großbritannien ab 1800 das Kommando über alle dänischen Schiffe im Mittelmeer übernahm. Zurück in Dänemark war er von 1801 bis 1803 Mitglied der norwegischen Seeverteidigungskommission, ab 1805 befehligte er erstmals ein Linienschiff. 1807 wurde er königlicher Kammerherr.

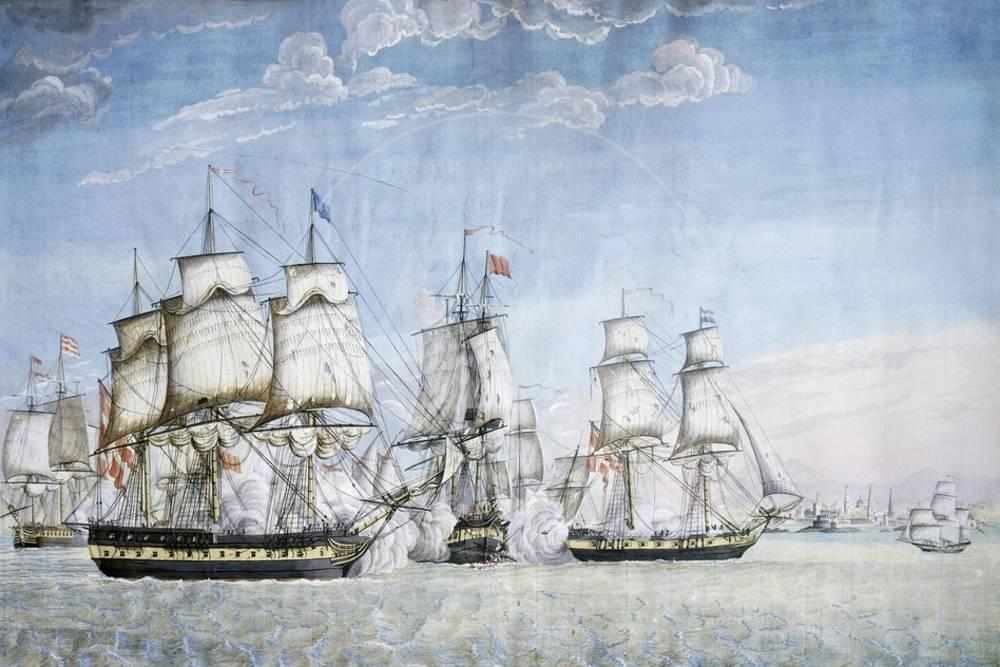
Im Kampf gegen die Barbaresken-Piraten im Mittelmeer beschoss Kriegers Fregatte Najaden 1797 Tripolis
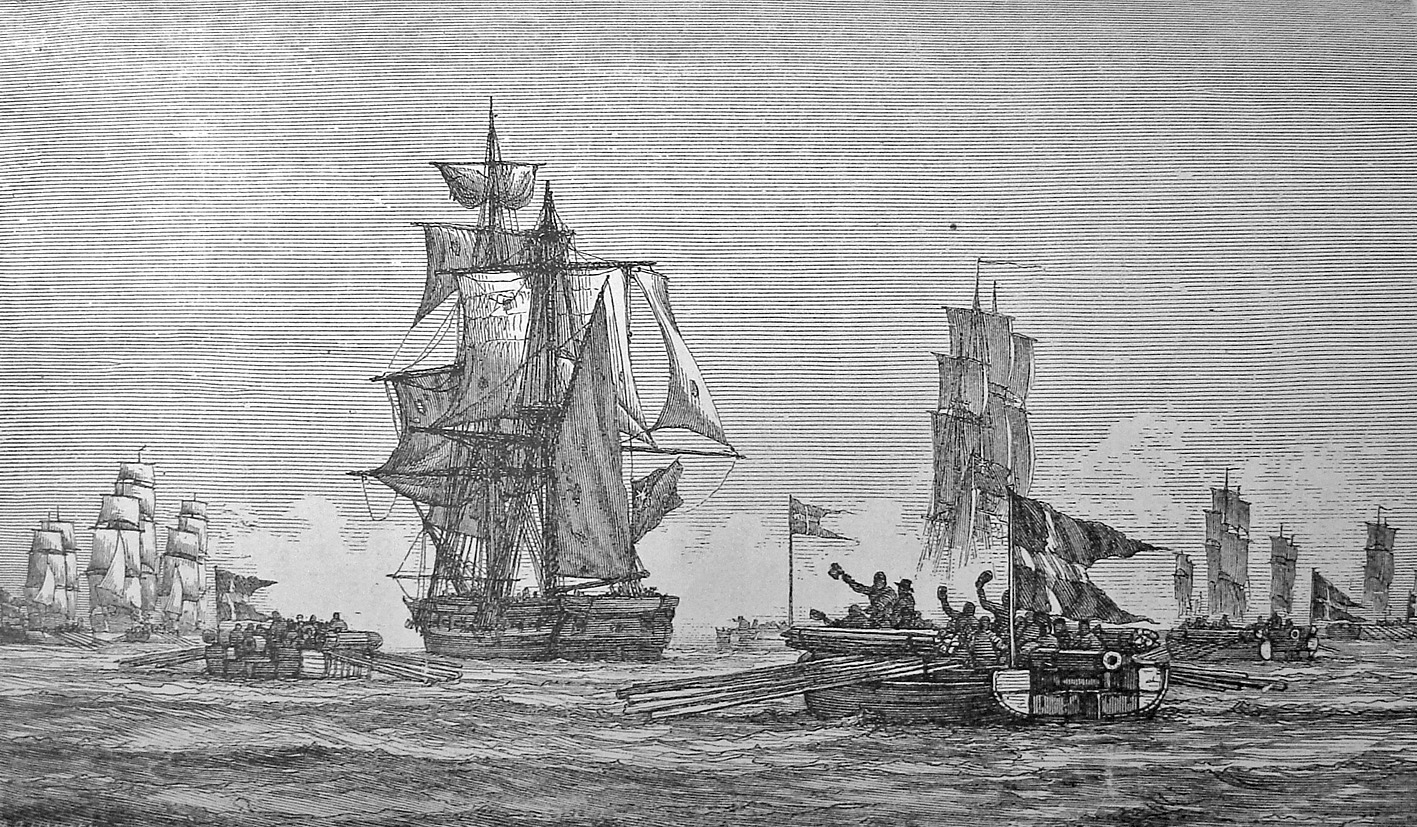
Mit kanonenbestückten Ruderbooten attackierte und kaperte Krieger 1808 die britische Brigg HMS Turbulent
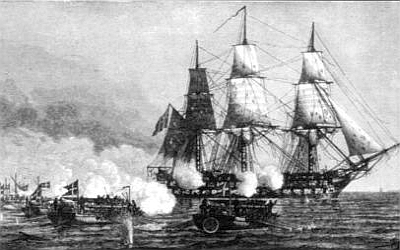
Mit kanonenbestückten Ruderbooten griff Krieger 1808 das überlegene britische Linienschiff HMS Africa an

Nach dem britischen Angriff auf Kopenhagen, bei dem die Royal Navy 1807 fast die gesamte dänische Flotte geraubt hatte, wurde Krieger 1808 zum Commodore befördert und ihm das Kommando über das letzte verbliebene Linienschiff, die Lovisa Augusta, übertragen. Die Lovisa Augusta wurde das Flaggschiff der dänischen Kanonenbootflottille, die aus 33 den Dänen verbliebenen kleineren Schiffen bestand. Mit kleinen, kanonenbestückten dänischen und norwegischen Ruderschaluppen führte Krieger im Øresund wiederholt Angriffe auf feindliche britisch-schwedische Geleitzüge. Dabei wurde im Juli 1808 die britische Brigg HMS Turbulent erbeutet, und im Oktober 1808 scheiterte bei einem spektakulären Angriff auf das britische Linienschiff HMS Africa dessen Kaperung nur knapp. Als Befehlshaber aller Kanonenboote (ab 1810), Konteradmiral (ab 1812) und Vorsitzender der dänischen Seeverteidigungs- und Küstenbefestigungskommission (ab 1812) reorganisierte und modernisierte er den Schutz der dänischen Küsten und Heimatgewässer. Gestützt auf kleine Kanonen- und Küstenschutzboote entwickelte Krieger ein Verteidigungskonzept, das im Prinzip bis zum Ende des 20. Jahrhunderts angewandt und weiterentwickelt wurde. Als Oberinspekteur des Arsenals und der Kriegswerften von Kopenhagen (Holmadmiral bzw. Overekvipagemester) trug er seit dem Friedensschluss von 1814 bis zu seinem Tod zum Wiederaufbau der Flotte bei.
Neben den französischen Auszeichnungen aus dem Amerikanischen Krieg wurde Krieger 1809 Kommandeur des Dannebrogordens, erhielt 1815 das Großkreuz desselben und wurde in den Ritterstand berufen.
Krieger war dreimal verheiratet: 1787 mit Sophie Vilhelmine Caroline Bornemann († 1792), 1794 mit Dorothea Sara Marie Meincke († 1809) und 1811 mit Anna Cathrine Falbe.